# Holmlia Futsal 2008-2009
Questa voce raccoglie le informazioni riguardanti l'Holmlia Futsal nelle competizioni ufficiali della stagione 2008-2009.

## Stagione
L'Holmlia ha partecipato alla Futsal Eliteserie 2008-2009, primo campionato norvegese riconosciuto dalla Norges Fotballforbund. La squadra ha chiuso l'annata al 3º posto finale. Mohammed Abdellaoue, Mustafa Abdellaoue, Mohammed Fellah, Daniel Fredheim Holm e Dawda Leigh, calciatori professionisti, erano alcune delle stelle della squadra.

## Rosa[2]
| N° | Naz.                      | Ruolo | Sportivo             | Anno     |  |  |
| -- | ------------------------- | ----- | -------------------- | -------- |  |  |
| 1  | non conosciuta (bandiera) | POR   | Dobrica Sokanovic    | 24.05.89 |  |  |
| 3  | Norvegia (bandiera)       |       | Nasser El Barkani    |          |  |  |
| 4  | Norvegia (bandiera)       |       | Ahmed Abdelghani     |          |  |  |
| 7  | Norvegia (bandiera)       | LAT   | Daniel Fredheim Holm | 30.07.85 |  |  |
| 8  | Norvegia (bandiera)       |       | Abdi Mohamed         |          |  |  |
| 9  | Norvegia (bandiera)       | UNI   | Najim Zaouaghi       | 14.12.84 |  |  |
| 10 | Norvegia (bandiera)       |       | Abo Noor             |          |  |  |
| 11 | Norvegia (bandiera)       | DIF   | Mounir El Masrouri   | 28.12.84 |  |  |
| 12 | Norvegia (bandiera)       |       | Masood Fazal         |          |  |  |
| 13 | Norvegia (bandiera)       |       | Neman Baig           |          |  |  |
| 14 | Norvegia (bandiera)       | PIV   | Jimi Akinyemi        | 24.11.88 |  |  |
| 17 | Norvegia (bandiera)       | UNI   | Mohammed Fellah      | 24.05.89 |  |  |
| 18 | Norvegia (bandiera)       | PIV   | Mustafa Abdellaoue   | 01.08.88 |  |  |
| 19 | Norvegia (bandiera)       | PIV   | Mohammed Abdellaoue  | 23.10.85 |  |  |
| 20 | Norvegia (bandiera)       |       | Babs Akinyemi        | 07.10.83 |  |  |
| 32 | Norvegia (bandiera)       |       | Ahmed Noor           |          |  |  |
| 99 | Norvegia (bandiera)       | UNI   | Dawda Leigh          | 27.06.86 |  |  |

## Risultati

### Eliteserie

#### Girone di andata
| 29 novembre 2008, ore 12:00 1ª giornata | Nidaros      | 7 – 9 referto | Holmlia | \| Arbitro: \| Rafiq (Oslo) \| |
| Arbitro:                                | Rafiq (Oslo) |               |         |                                |

| 29 novembre 2008, ore 18:00 2ª giornata | Holmlia | 9 – 2 referto | Horten | \| Arbitro: \| Hestvåg \| |
| Arbitro:                                | Hestvåg |               |        |                           |

| 30 novembre 2008, ore 12:00 3ª giornata | Sandefjord | 8 – 3 referto | Holmlia | \| Arbitro: \| Åndal \| |
| Arbitro:                                | Åndal      |               |         |                         |

| 13 dicembre 2008, ore 12:00 4ª giornata | Holmlia | 3 – 3 referto | Harstad | \| Arbitro: \| Lyngbø \| |
| Arbitro:                                | Lyngbø  |               |         |                          |

| 13 dicembre 2008, ore 12:00 5ª giornata | KFUM Oslo | 3 – 7 referto | Holmlia | \| Arbitro: \| Ølmheim \| |
| Arbitro:                                | Ølmheim   |               |         |                           |

| 14 dicembre 2008, ore 14:00 6ª giornata | Fyllingsdalen | 4 – 10 referto | Holmlia | \| Arbitro: \| Thorsø Hansen \| |
| Arbitro:                                | Thorsø Hansen |                |         |                                 |

| 3 gennaio 2009, ore 14:00 7ª giornata | Holmlia | 5 – 3 referto | Solør | \| Arbitro: \| Hestvåg \| |
| Arbitro:                              | Hestvåg |               |       |                           |

| 3 gennaio 2009, ore 20:00 8ª giornata | Bogstadveien | 0 – 5 referto | Holmlia | \| Arbitro: \| Petkovic \| |
| Arbitro:                              | Petkovic     |               |         |                            |

| 4 gennaio 2009, ore 14:00 9ª giornata | Holmlia | 3 – 1 referto | Vegakameratene | \| Arbitro: \| Myhren \| |
| Arbitro:                              | Myhren  |               |                |                          |

#### Girone di ritorno
| 17 gennaio 2009, ore 12:00 10ª giornata | Holmlia | 3 – 7 referto | Nidaros | \| Arbitro: \| Lyngbø \| |
| Arbitro:                                | Lyngbø  |               |         |                          |

| 17 gennaio 2009, ore 12:00 11ª giornata | Horten | 5 – 11 referto | Holmlia | \| Arbitro: \| Akdas \| |
| Arbitro:                                | Akdas  |                |         |                         |

| 18 gennaio 2009, ore 12:00 12ª giornata | Holmlia | 6 – 5 referto | Sandefjord | \| Arbitro: \| Hanssen \| |
| Arbitro:                                | Hanssen |               |            |                           |

| 24 gennaio 2009, ore 12:00 13ª giornata | Harstad         | 4 – 7 referto | Holmlia | \| Arbitro: \| Konstali Randen \| |
| Arbitro:                                | Konstali Randen |               |         |                                   |

| 18 gennaio 2009, ore 12:00 14ª giornata | Holmlia | 0 – 9 referto | KFUM Oslo | \| Arbitro: \| Akdas \| |
| Arbitro:                                | Akdas   |               |           |                         |

| 25 gennaio 2009, ore 14:00 15ª giornata | Holmlia  | 3 – 4 referto | Fyllingsdalen | \| Arbitro: \| Petkovic \| |
| Arbitro:                                | Petkovic |               |               |                            |

| 14 febbraio 2009, ore 14:00 16ª giornata | Solør            | 6 – 9 referto | Holmlia | \| Arbitro: \| Bjørndalen Røang \| |
| Arbitro:                                 | Bjørndalen Røang |               |         |                                    |

| 14 febbraio 2009, ore 20:00 17ª giornata | Holmlia | 5 – 0 referto | Bogstadveien | \| Arbitro: \| Ølmheim \| |
| Arbitro:                                 | Ølmheim |               |              |                           |

| 15 febbraio 2009, ore 12:00 18ª giornata | Vegakameratene            | 10 – 1 referto | Holmlia | \| Arbitro: \| Bjørndalen Røang (Bergen) \| |
| Arbitro:                                 | Bjørndalen Røang (Bergen) |                |         |                                             |